# Hôtel de Bassompierre
Hôtel de Bassompierre je městský palác v Paříži. Nachází se v historické čtvrti Marais na náměstí Place des Vosges. Palác je v soukromém vlastnictví.

## Umístění
Hôtel de Bassompierre má číslo 23 na náměstí Place des Vosges. Nachází se na severní straně náměstí ve 3. obvodu.

## Historie
Palác byl dokončen v roce 1611 a nechal jej postavit Claude Parfaict, který palác pronajal v roce 1615 Marii Touchetové (1549–1638), milence francouzského krále Karla IX., která zde bydlela až do své smrti. Dům koupila v roce 1624 její dcera Marie-Charlotte de Balzac d'Entragues. Její syn Louis II. de Bassompierre, biskup ze Saintes jej prodal 1655 nemocnici Hôtel-Dieu na ostrově Cité. V roce 1732 byl palác spojen s vedlejším domem č. 21 (Hôtel du Cardinal de Richelieu).
Fasáda a střechy paláce jsou od roku 1920 chráněny jako historická památka, malovaný strop je chráněn od roku 1953 a podloubí a schodiště od roku 1955.